# Willie Nelson
Willie Hugh Nelson (n. 29 aprilie 1933, Abbott⁠(d), Texas, SUA) este un cântăreț de muzică country, actor și activist american. Acesta a fost membru al formației The Highwaymen, alături de Johnny Cash, Waylon Jennings și Kris Kristofferson. El este considerat unul dintre cei mai importanți interpreți de muzică country.

## Discografie

### Albume de studio, solo
- ...And Then I Wrote (1962)
- Here's Willie Nelson (1963)
- Country Willie: His Own Songs (1965)
- Country Favorites: Willie Nelson Style (1966)
- Make Way for Willie Nelson (1967)
- The Party's Over (1967)
- Texas in My Soul (1968)
- Good Times (1968)
- My Own Peculiar Way (1969)
- Both Sides Now (1970)
- Laying My Burdens Down (1970)
- Willie Nelson & Family (1971)
- Yesterday's Wine (1971)
- The Words Don't Fit the Picture (1972)
- The Willie Way (1972)
- Shotgun Willie (1973)
- Phases and Stages (1974)
- Red Headed Stranger (1975)
- The Sound in Your Mind (1976)
- The Troublemaker (1976)
- To Lefty from Willie (1977)
- Stardust (1978)
- Willie Nelson Sings Kristofferson (1979)
- Pretty Paper (1979)
- Family Bible (1980)
- Somewhere Over the Rainbow (1981)
- Always on My Mind (1982)
- Tougher Than Leather (1983)
- Without a Song (1983)
- City of New Orleans (1984)
- Angel Eyes (1984)
- Me & Paul (1985)
- Partners (1986)
- The Promiseland (1986)
- Island in the Sea (1987)
- What a Wonderful World (1988)
- A Horse Called Music (1989)
- Born for Trouble (1990)
- The IRS Tapes: Who'll Buy My Memories? (1992)
- Across the Borderline (1993)
- Moonlight Becomes You (1994)
- Healing Hands of Time (1994)
- Just One Love (1994)
- Spirit (1996)
- Teatro (1998)
- Night and Day (1999)
- Me and the Drummer (2000)
- Milk Cow Blues (2000)
- Rainbow Connection (2001)
- The Great Divide (2002)
- Nacogdoches (2004)
- It Always Will Be (2004)
- Countryman (2005)
- You Don't Know Me: The Songs of Cindy Walker (2006)
- Songbird (2006)
- Moment of Forever (2008)
- American Classic (2009)
- Country Music (2010)
- Remember Me, Vol. 1 (2011)
- Heroes (2012)
- Let's Face the Music and Dance (2013)
- To All the Girls... (2013)
- Band of Brothers (2014)
- Summertime: Willie Nelson Sings Gershwin (2016)
- For the Good Times: A Tribute to Ray Price (2016)
- God's Problem Child (2017)
- Last Man Standing (2018)
- My Way (2018)
- Ride Me Back Home (2019)
- First Rose of Spring (2020)
- That's Life (2021)
- The Willie Nelson Family (2021)
- A Beautiful Time (2022)

## Filmografie selectivă
- 1986 Diligența (Stagecoach), regia Ted Post (film TV)